# Elite Plaza Business Center
Das Elite Plaza Business Center, auch bezeichnet als Khorenatsi 15, ist ein im Februar 2013 eröffnetes Geschäftszentrum im Finanzviertel der armenischen Hauptstadt Jerewan. Mit seinen 19 Etagen und 21.700 m² Nutzungsfläche ist Elite Plaza das größte Geschäftszentrum Armeniens.

## Geschichte
Das Gebäude wurde von der Elite Group gebaut, im Januar 2013 fertiggestellt und am 16. Februar 2013 eröffnet. Die International Finance Corporation (IFC) und die Europäische Bank für Wiederaufbau und Entwicklung (EBRD) unterstützten den Bau von Elite Plaza, welches das erste hochklassige Mehrzweck-Bürogebäude in Jerewan darstellt. Dem Immobilienentwicklungsunternehmen Elite Group mit Niederlassungen in Armenien und Georgien wurden von der IFC und EBRD Darlehen in Höhe von 5,4 Mio. US-Dollar bzw. 3,6 Mio. US-Dollar für den Bau zur Verfügung gestellt. Für das Gebäude wurden Büro-, Einzelhandels-, Konferenz- und Ausstellungsflächen realisiert.

## Ausstattung
Das Gebäude verfügt über sieben Aufzüge, davon zwei mit Panoramablick, und über eine zweistöckige Tiefgarage für 120 Autos. Von der 24.000 m² umspannenden Gesamtfläche des Geschäftszentrums sind 11.000 m² als Büroteil zugewiesen. Der seismische Widerstand des Gebäudes erreicht 9 Punkte durch den Einsatz von Sicherheitssystemen mit Gummi-Metall-Kissen.

## Mietparteien
Mit dem Stand vom März 2021 sind folgende Unternehmen Mieter im Gebäude:
| - Acra Credit Reporting - AM Travel - Araratbank - Armenian Card (ArCa) - Capital Asset Management - Corporate Governance Center | - Cybersec - District M Consulting - Elite Group - Epam Systems Armenia - Financial System Mediator - Ghulyan & Partners Law Firm | - IBS Consulting Group - Inecobank - Lunch Cafe La Vita - Monarch - Mozaic Sky Restaurant & Sky Bar - Nairian | - Neurohub Academy - OlainFarm - Optym Armenia - RESO Insurance - The Sena Group - Voyago |

## Galerie

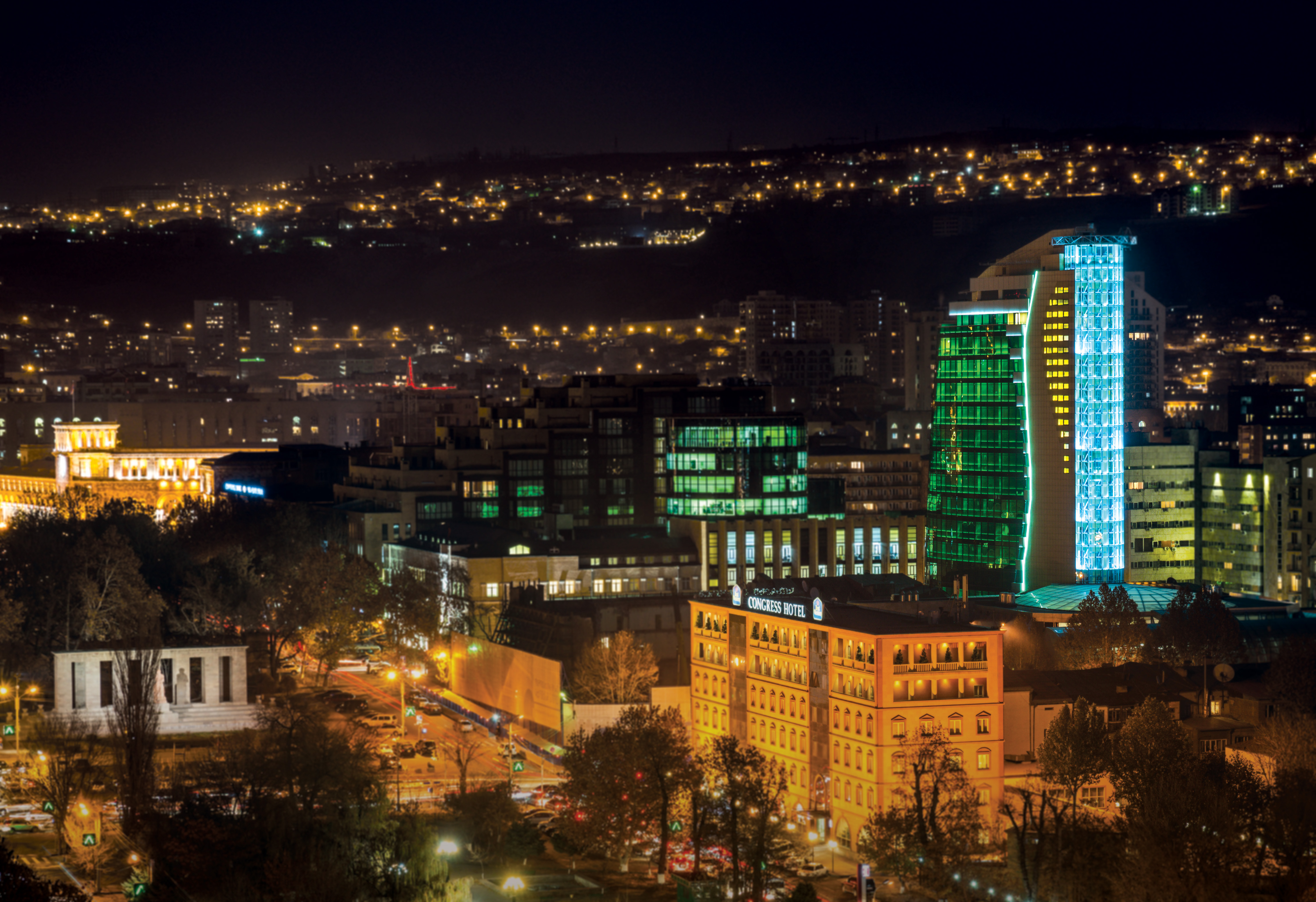
Nachtansicht
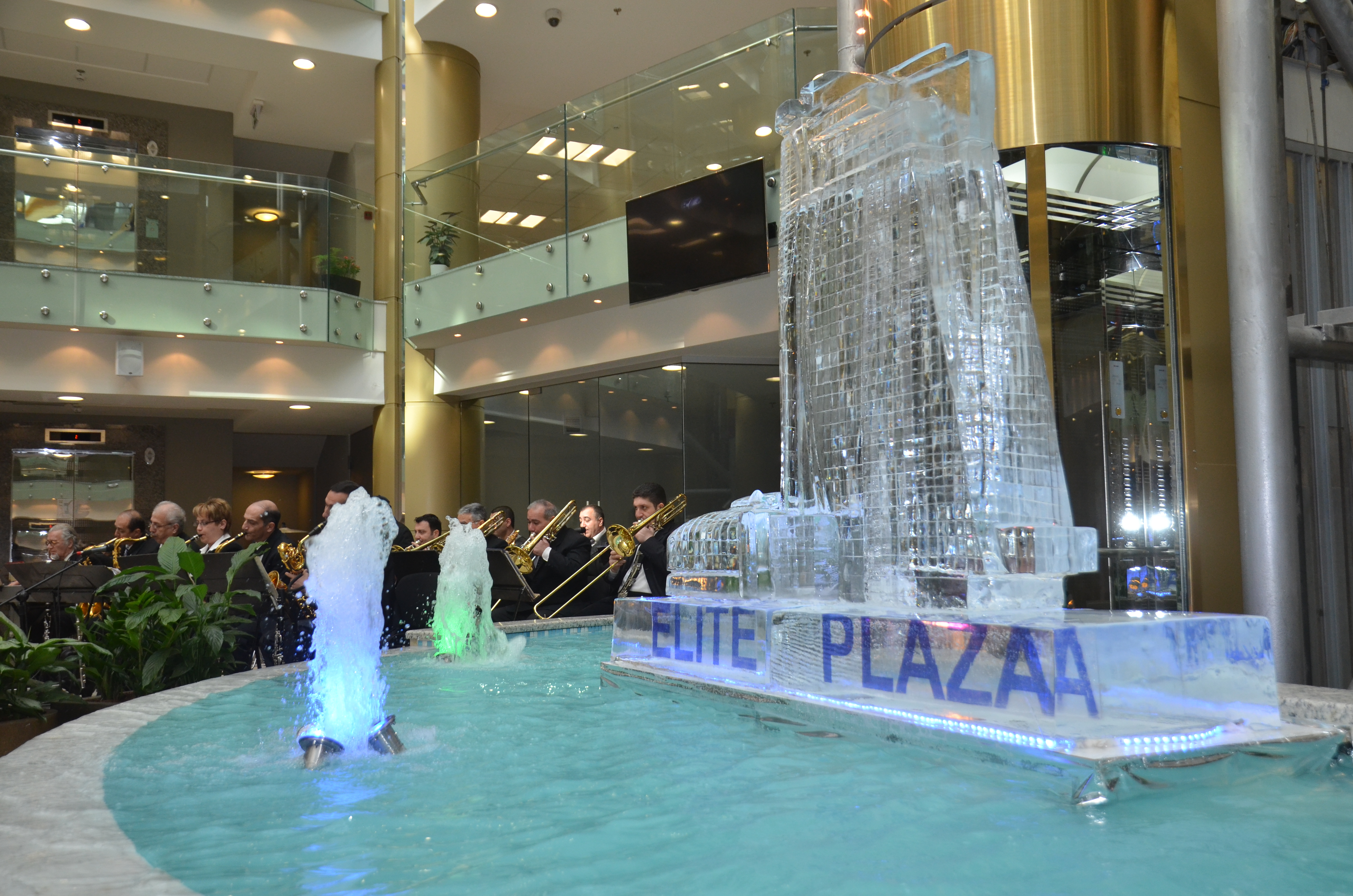
Eröffnungszeremonie
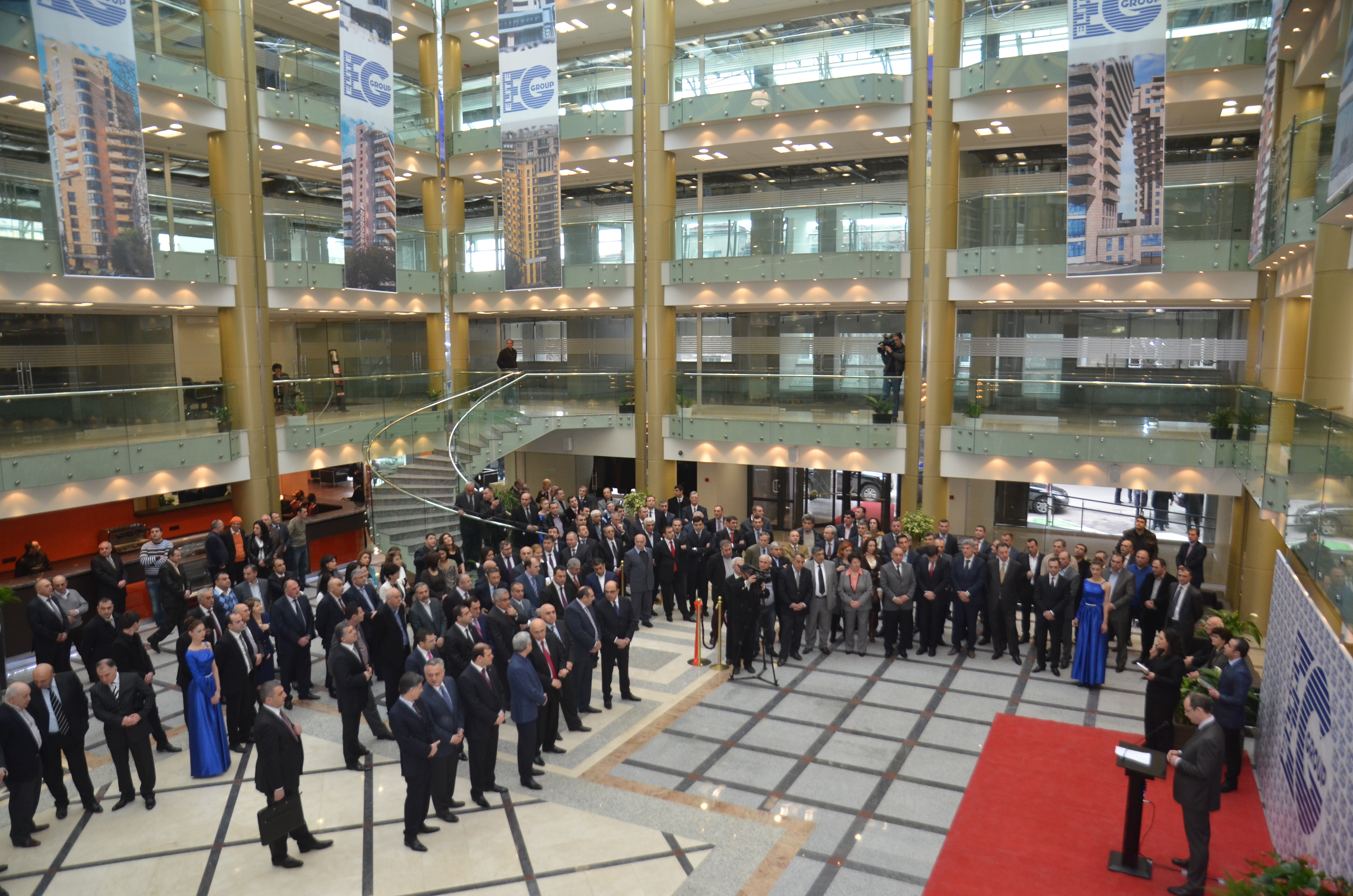
Eröffnungszeremonie
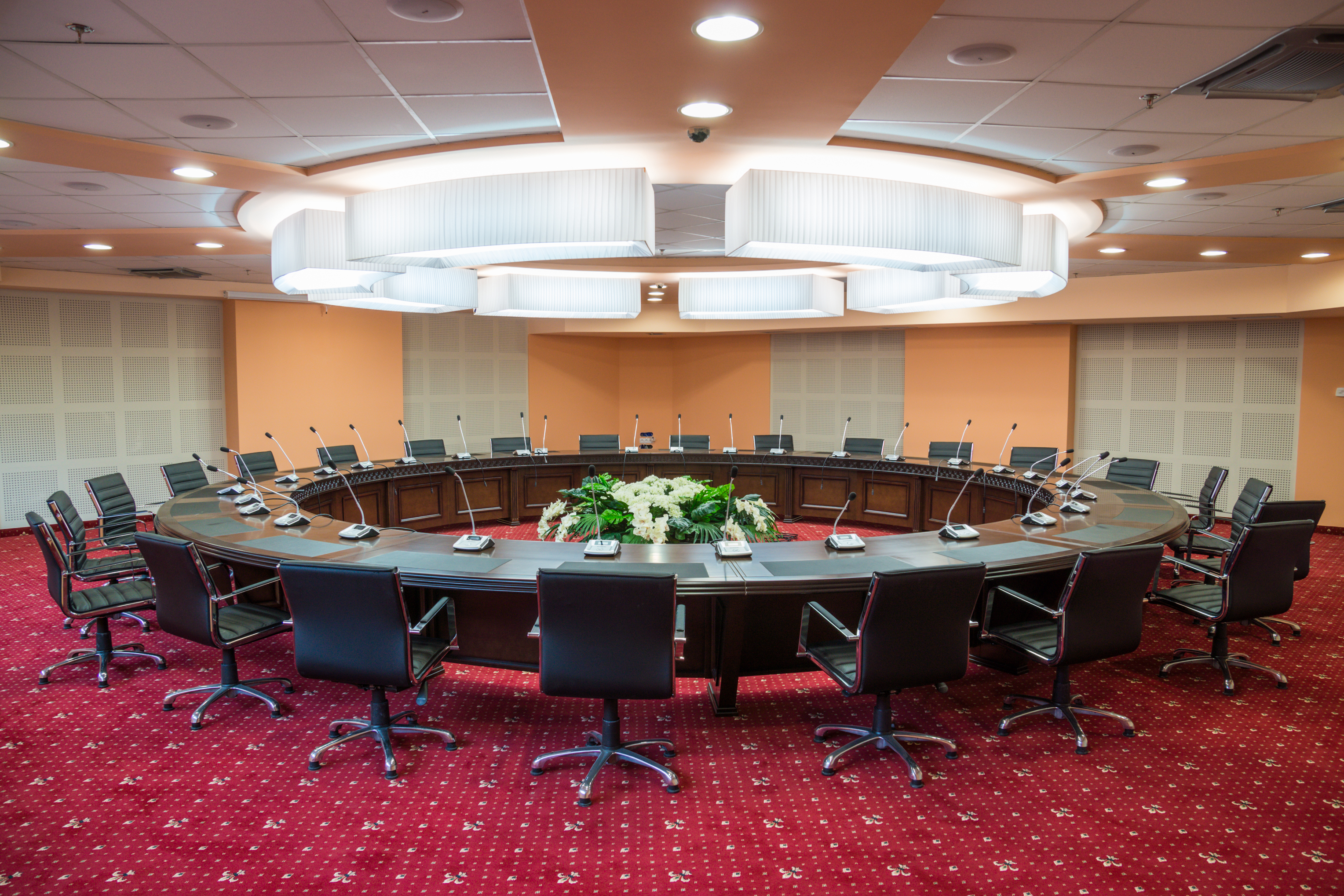
VIP Suite
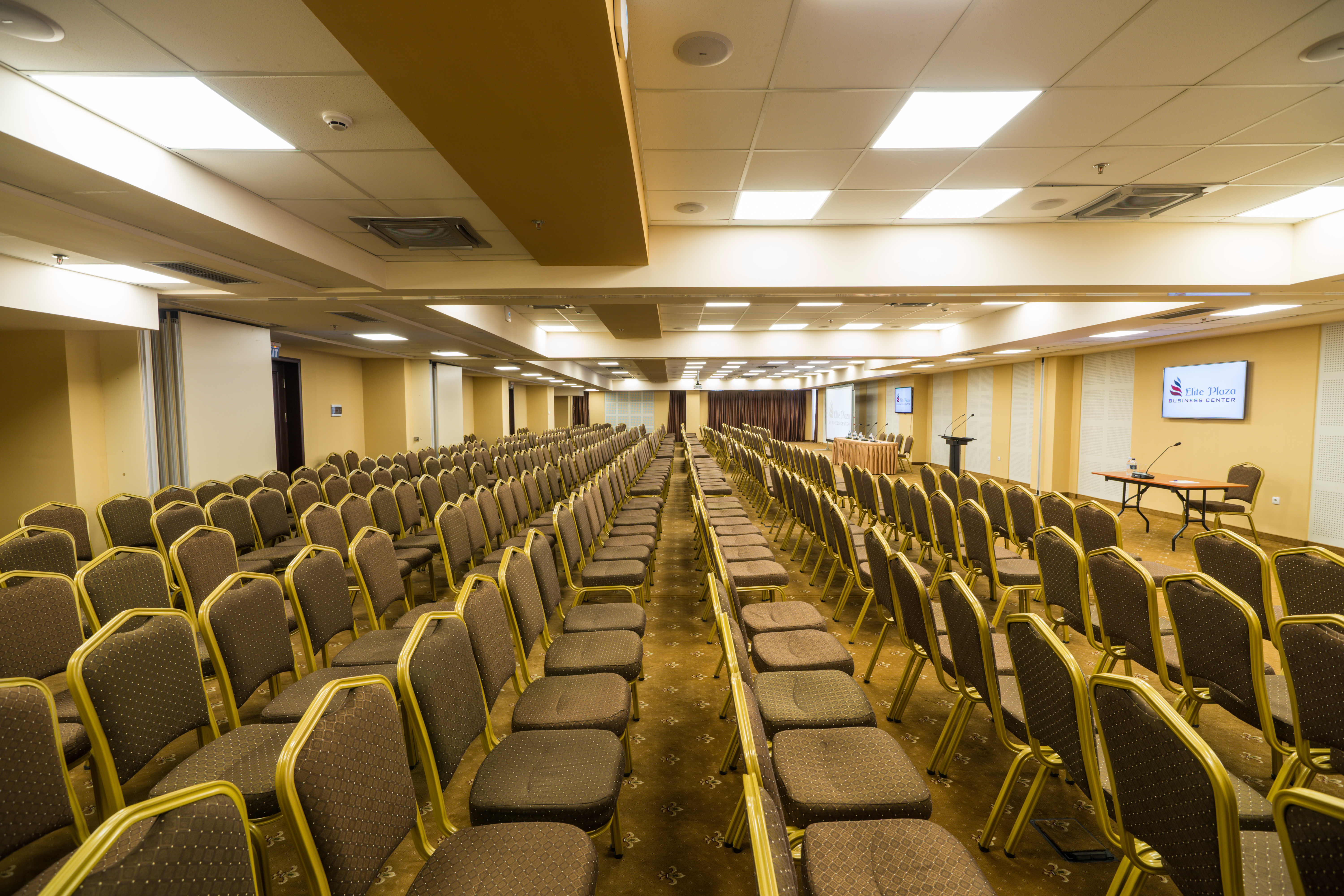
Der Große Festsaal
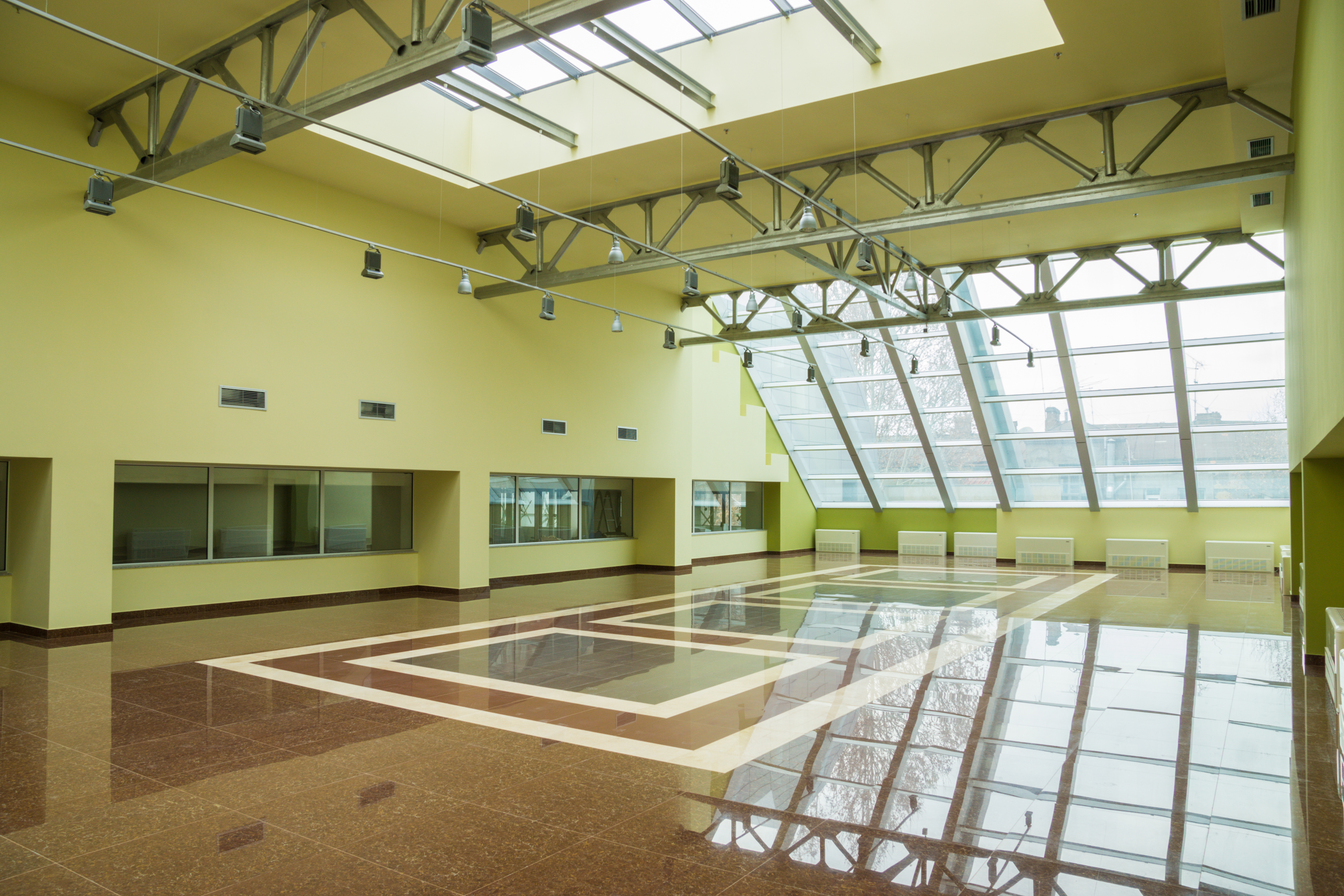
Der Grüne Ausstellungsraum